# كلارنس كاري
كلارنس كاري (بالإنجليزية: Clarence Curry)‏ هو لاعب كرة قدم أمريكية أمريكي، ولد في 7 ديسمبر 1981 في روتشستر في الولايات المتحدة.

## وصلات خارجية
- كلارنس كاري على موقع مرجع كرة القدم المحترفة.كوم (الإنجليزية)